# Вирій (табір-експедиція)

Логотип табору-експедиції «Вирій»

«Вирій» або «Вирѣй» — міжнародний науково-пошуковий та освітній табір-експедиція, основним завданням якого є поширення знань про історію, географію та культуру українських етнічних земель поза межами сучасних кордонів України. В часі табору учасники беруть участь у впорядкуванні, інвентаризації та реставрації українських сакральних об'єктів на території сучасної Польщі. Велику частину програми становлять краєзнавчі екскурсії та мандрівки місцями української історії та культури Холмщини, Надсяння, Західної Бойківщини та Лемківщини, зустрічі з автохтонним українським населенням. «Вирій» відбувається щорічно у літній період у формі двотижневого табору. Структура таборування базується на традиціях українського Пласту.
Сьогодні експедицію проводить Громадська організація «Вирій» (Львів), створена у 2014 році, спільно з українською скаутською організацією «Пласт» та кафедрою реставрації Національного університету «Львівська політехніка». Серед постійних партнерів — громадські організації ЛММГО «Ватага Бурлаків», ЛОМГО «Молода Лемківщина», ЛОО «Лемківщина», ОУМ «Спадщина», ГО «Закерзоння» (Канада), Благодійний фонд Богдана Гаврилишина, органи місцевого самоврядування — Львівська обласна рада, Львівська обласна державна адміністрація, Львівська міська рада, а також небайдужі до ідеї збереження історичної пам'яті люди.

## Назва
За назву табору невипадково було обрано слово «вирій», яким, окрім теплих країв, куди відлітають птахи узимку, в народі називали земний рай, де знаходиться сонмище душ предків. Адже віддавна люди знали, що, зберігаючи пам'ять про предків, вони будують своє майбутнє та майбутнє своєї громади.

## Ідея та мета
Ідея табору виникла весною 2006 року після того, як декілька львівських пластунів відвідали урочисте відкриття меморіалу загиблим у 1940-х мешканцям українського села Павлокома (Польща), після чого здійснили коротку подорож Надсянням та Західною Бойківщиною.
Мета табору полягає у згуртуванні української молоді з України та Польщі навколо спільного обов'язку оберігати та відновлювати національну пам'ять на етнічних землях українців, що нині перебувають у складі сучасної території Польщі, землях так званого Закерзоння.
Табір пробуджує почуття самоідентичності у широких кіл української молоді та прагне протидіяти асиміляції українців-автохтонів поза межами України.
«Вирій» виконує науково-пошукову та освітню місію. Звідси дві основні мети табору — реставраційна та просвітницька. Відштовхуючись від цього побудована структура табору, яка складається з двох етапів: стаціонарного та мандрівного.

## Історія табору
Табір-експедиція «Вирій» виник на основі студентської експедиції «Меморіальна пластика бруснівської школи в контексті ревалоризації (відновлення) архітектури ансамблів кладовищ (Любачівщина, Республіка Польща)», проведеної у 2008 році в с. Жуків Підкарпатського воєводства. Експедиція відбулась на підставі запрошення Перемиського відділу Об'єднання українців у Польщі (Марія Туцька, Степан Колосівський) та Андрія Кобака (Вроцлав). Українську сторону координувала директор МІОК НУ «Львівська політехніка» Ірина Ключковська. Науковими керівниками експедиції були доц. НУ «Львівська політехніка» Ореста Ремешило-Рибчинська та доц. Олена Стасюк.
Перший табір «Вирій» відбувся у серпні 2009 року. Окрім наукової він також поєднав виховну, історико-краєзнавчу, просвітницьку та інтеграційну складові. Проект ініціював та очолив Андрій Котлярчук (комендант експедиції з 2009 по 2013 рр, архітектор-реставратор, член Пласту у Львові). Співорганізаторами були Олена Стасюк (науковий керівник, доц. НУ «Львівська Політехніка», реставратор творів мистецтва), члени Пласту у Львові (Тетяна Яремкевич, Андрій Пивоварчук, Святослав Стець, Устина Стефанчук, Софія Мельничук), Гданську (Польща)(Тарас Костик), Члухові (Польща) (Ігор Горків), Перемишлі (Польща)(Марія Туцька, Степан Колосівський). З 2010 року до розвитку та вдосконалення табору-експедиції долучаються нові активісти: Оксана Стефанишин (Борислав), Ірина Гірна (Львів), Ольга Свідзинська (Луцьк), Тарас Радь (Львів), Назар Радь (Львів), Тетяна Бей (Львів), Петро Задорожний (Львів), Роман Стрехалюк (Львів), Анна Тимець (Гурово Ілавецьке, Польща), Христина Дубницька (Львів), Орест Ваврух (Львів), Володимир Гіссовський (Львів), Роман Колодій (Львів) та інші.
Табір «Вирій» став одним із перших старшопластунських таборів в історії відновленого Пласту в Україні. Також, «Вирій» донині є єдиним міжнародним старшопластунським табором Пласту в Україні, що проводиться за кордоном.
Протягом шести років проведення табору «Вирій» у ньому взяло участь близько 170 учасників з України, Польщі, Канади та США. Серед них пластуни, студенти, професійні реставратори, активісти громадських організацій. Основною цільовою аудиторією «Вирію» є українська молодь, яка має змогу безпосередньо усвідомити наслідки спустошення етнічних українських земель на території сучасної Польщі, збагатити знання з історії українсько-польських відносин. Поміж них багато тих, чиї предки стали живими свідками депортацій та висиленчої кампанії Польського комуністичного уряду, завершальною стадією якої стала операція "Вісла".

### Хронологія
- 10—17 серпня 2008 — с. Жуків (Республіка Польща)
- 8—19 серпня 2009 — с. Жуків (Республіка Польща)
- 15—26 серпня 2010 — с. Жуків (Республіка Польща)
- 9—22 серпня 2011 — с. Подемщина[1] (Республіка Польща)
- 7—18 серпня 2012 — с. Князі (історична назва Любича Князі)[2] (Республіка Польща)
- 7—20 серпня 2013 — с. Князі (Республіка Польща)
- 12—24 серпня 2014 — села Князі, Жуків і Подемщина (Республіка Польща)
- 9—20 серпня 2015 — с. Суха Воля (Республіка Польща)
- 8—19 серпня 2016 — с. Суха Воля (Республіка Польща)
- 8—19 серпня 2017 — с. Подемщина (Республіка Польща)
- 8—20 серпня 2018 — с. Змієвиська (Республіка Польща)
- 10—18 серпня 2019 — с. Новий Люблинець (Республіка Польща)

#### Перший табір
У 2009 році «Вирій» продовжив свою роботу на українському цвинтарі в Жукові, що на Любачівщині (нині ґміна Чесанів Підкарпатського Воєводства). Табір був ініційований та організований групою старших пластунів зі Львова за сприяння пластунів Польщі, Об'єднання українців в Польщі та Національного університету «Львівська Політехніка». Учасниками табору були старші пластуни з України (Львів, Самбір, Чернівці, Кіровоград, Вишгород) та Польщі (Перемишль, Ґданськ, Члухів, Білостік, Ґурово Ілавецьке).
На середину ХХ століття село Жуків було українським, в 1946 році мешканців було повністю депортовано, переважно на територію тодішньої Радянської України, а решту під час операції «Вісла» насильно вивезли на західні та північні терени Польщі (декотрі з їхніх нащадків брали участь в таборі). Сьогодні велика частина села спустошена, решта забудована новими хатами, де мешкають поляки. Залишилась дерев'яна церква XVIII ст., що нині діє як римо-католицький костел. Сільський цвинтар, що діяв з початку XVIII ст., окрім свого історичного значення має неабияку мистецьку цінність. Кам'яні надгробки виготовлені руками майстрів бруснівської школи каменярства (українське село Старе Брусно, де діяла школа, нині не існує). Українці, що народилися і були хрещені в Жуківській церкві, з'їжджаються сюди з різних куточків світу раз на рік в кінці серпня. Усім їм уже поза 70. Після тривалого занедбання цвинтар перетворився на зарості лісу, з-поміж яких де-не-де виглядали «найбільш стійкі» хрести, більша ж частина хрестів впала та загрузнула в землю.
За підсумками стаціонарного етапу другого табору було проведено докладну інвентаризацію жуківського цвинтаря, розчищено його від зарослів, віднайдено в землі та піднято більшу частину хрестів, найстарші з яких датуються першими роками XIX ст., розчищено та проведено обміри напівзруйнованої цвинтарної каплиці, встановлено повалений хрест на символічному кургані «Борцям за волю України» в Жукові та сусідньому селі Гораєць.
У часі табору учасники здійснили ряд мандрівок містами та селами Любачівщини, Надсяння, Східної Лемківщини, гірськими полонинами Західної Бойківщини, відвідали багато давніх дерев'яних та мурованих українських церков, цвинтарів, музеїв, меморіялів та інших місць, пов'язаних зі споконвічним перебуванням українців на цих землях та їхньою боротьбою за волю України. Останній вечір та ніч учасники табору гостювали у колишнього вояка повстанської сотні «Хріна» на Закерзонні Івана Годованця, який повернувся і мешкає в рідному, колись бойківському селі Ветлина.

#### Другий табір
У 2010 році «Вирій» відбувався під гаслом «Завітай у край предків!». Кількість учасників — 30 осіб з України, Польщі та Канади під керівництвом доцента кафедри реставрації НУ «Львівська Політехніка» Олени Стасюк, разом з якими протягом двох днів також працював професор Академії мистецтв у Варшаві Януш Смаза.
Стаціонарна частина табору, що тривала 6 днів, відбувалася, як і в попередні два роки, поблизу села Жуків. Експедиції вдалося завершити розпочатий у 2008 році пошук захованих в землі кам'яних надгробків, розчищено кінцеву частину цвинтаря. Продовжено створення точного інвентарного плану кладовища. Терен умовно розбито на малі квадрати, понад 50 виявлених раніше надгробків отримали свої інвентарні справи, їх було також обміряно, зарисовано, відфотографовано.
У цей самий час було проведено багато фахової консерваційної та реставраційної роботи, суттєво більше, аніж у попередні роки. Було створено польову лабораторію, де під накриттям осушувались відламані фрагменти хрестів, відбувалося армування і склеювання. Загалом за час експедиції склеєно близько 60 надгробків, що мали різний ступінь пошкодження. Вперше було застосовано метод побілки вапном як традиційний, природний метод консервації каменя.
У перерві роботи на цвинтарі учасники «Вирію» взяли участь у знаковій для збереження історичної пам'яті українців на Закерзонні події — очолили процесію до відкриття пам'ятника замордованим 6 квітня 1945 року 185 українцям в с. Гораєць.
Особливо насиченою була мандрівна частина, яка тривала протягом 11 днів. Почалася вона з поїздки територією Надсяння за маршрутом Старий Люблинець — Новий Люблинець — Олешичі — Кальників — Пискоровичі — Ярослав. Учасники табору мали можливість поспілкуватися з місцевими українцями, почути спогади живих свідків історичних подій, зустріти празник Преображення Господнього разом з українською громадою міста Ярослава в місцевій українській церкві.
Далі «Вирій» вирушив на терени Лемківщини та Західної Бойківщини за маршрутом Сянік — Чертіж — Команча — Береги-Горішні — Полонина-Царинська — Зиндранова — Свидник (Словаччина) — Ялинка (Словаччина) — Квітонь — Бортне — Ждиня — Липна — Довге — Вишеватка — Котань — Улюч — Перемишль — Млини. Учасники табору здійснили сходження на полонину Царинську — найвищу точку Західних Бескидів Польщі, звідки видно Львівську та Закарпатську області України, а також територію Словаччини. Відвідали осередок лемківського каменярства у селі Бортне, Музей лемківської культури у Зиндрановій, Музей української культури у Свиднику, «Лемківську Ватру» у Ждині, Український «Народний дім» у Перемишлі, меморіал воїнів УСС та УГА в Пикуличах, могилу Михайла Вербицького у селі Млини, що на українсько-польському прикордонні.

#### Третій табір
У зв'язку з завершенням основних робіт в Жукові у 2011 році табір було вирішено провести на новому місці. Ним став український цвинтар в селі Подемщина, що розташоване в східній частині Любачівщини.
Село цікаве тим, що знаходиться у безпосередній близькості з центром давнього каменярства, Старим Брусном. Всі українці Подемщини, які не загинули під час Другої світової війни, були вивезені на територію СССР, і встановити контакти з ними чи з їхніми нащадками не вдалося. В селі було декілька цвинтарів: т. зв. «старий» біля церкви (ані церква, ані цвинтар не збереглися), «холерний», де ховали померлих під час епідемій, і т. зв. «новий» (поховання на цьому місці почалися в останній декаді XIX ст., хоча є й дещо давніші могили).
Учасники табору розчистили терен, встановили придорожні вказівники, провели інвентаризацію частини цвинтаря, відреставрували декілька зламаних фігур і хрестів. Особливу увагу було приділено по-варварськи розрубаному хресту на могилі сільського пароха о. Івана Рибачевського, який вдалося зібрати і частково відновити.
У рамках краєзнавчої частини відбулася мандрівка містами та селами Любачівщини, Надсяння, Західної Волині (Холмщини), Східної Лемківщини, гірськими полонинами Західної Бойківщини, відвідали багато давніх дерев'яних та мурованих українських церков, цвинтарів, музеїв, меморіялів. Учасники табору мали можливість поспілкуватися з колишніми вояками повстанської сотні «Хріна» на Закерзонні Іваном Добрянським у Команчі, відвідати місце головного постою сотні «Громенка» у с. Воля Володзька, де також силами таборовиків встановлено пам'ятні хрести.
|  | Воля Володзька - одне з унікальних кладовищ. На ньому у сорокових роках минулого століття хоронили поранених вояків УПА, які загинули у шпиталі, що знаходився поряд, і тих вояків УПА, які воювали в округах. Територія цього високогірного кладовища збереглася. За різними підрахунками там знаходиться 142-150 поховань воїнів УПА. |

#### Четвертий табір
«Вирій 2012» відбувся в рамках міжкрайової пластової зустрічі до 100-ліття Пласту.
У 2012 році табір відбувався у селі Князі (історична назва Любича Князі) на Томашівщині. Серед учасників табору члени ЛММГО "Пластове товариство «Ватага Бурлаків», Національної скаутської організації України «Пласт», ЛОМГО «Молода Лемківщина», ОУМ «Спадщина» та студенти кафедри реставрації та реконструкції архітектурних комплексів НУ «Львівська Політехніка». Загалом 40 осіб з Львівської, Тернопільської, Івано-Франківської, Волинської, Черкаської та Київської областей України, а також з Польщі та США.
Місце для таборування було обрано невипадково. У Князях збереглися два українські цвинтарі та велика мурована греко-католицька церква св. Параскеви (збудована у 1806 році), що перебуває у руїнах з часів Другої світової війни.
|  | У квітні 1943 року впродовж лише однієї операції німців на території Луцького повіту спалено п'ять сіл: Костюхнівку, Вовчицьк, Яблуньку, Довжицю та Загорівку, нині Маневицький р-н Волинської області . Окрім німців, в операції також брали участь поляки.(...) Десятого квітня особливо постраждали жителі села Княже — сорок господарств було спалено і вбито 172 людей. Німці мордували цілі родини, грабували й палили, використовуючи створені поляками списки. Райхскомісар Еріх Кох, очільник Райхскомісаріату Україна, до складу якої входила Волинь, під час перебування в Горохові повну відповідальність за німецьку операцію в селі Князі поклав на поляків. Ігор Ільюшин. Волинська трагедія 1943-1944 рр. - К., 2003 |

Стаціонарна частина табору тривала шість днів, під час яких зусилля учасників були скеровані на розчищення цвинтаря та церкви. Було проведено інвентаризацію, розчистку кам'яних надгробків (зразки бруснівської школи каменярства), розпочато реставраційні роботи, накреслено план цвинтаря, зроблено архітектурні заміри церкви.
У межах освітньої програми експедиції серія лекцій з історії, етнографії, географії Закерзоння, історії архітектури та каменярства, картографії, знайомство з лемківською говіркою, перегляд фільмів.
У рамках традиційної мандрівної частини учасники табору відвідали Музей лемківської культури у Зиндрановій, Український Народний дім у Перемишлі, оглянули церкви у селах Хотинець, Гребенне, Велика Воля, Олешичі, Команча, Радошиці, м. Ярославі. Закриття табору відбулося у селі Смільник біля бойківської церкви (єдиної церкви бойківського стилю, яка збереглася на території сучасної Польщі).

#### П'ятий табір
П'ятий, ювілейний, «Вирій-2013» відбувався 7-20 серпня 2013 року на Закерзонні — у с. Князі (нині — Любича Князі), Польща. Експедиція налічувала 40 осіб, з-поміж яких 25 учасників.
Табір-експедиція розпочався у Львові з відвідин могили Богдана-Ігоря Антонича на Янівському цвинтарі та Музею-садиби родини Антоничіву с. Бортятин. Першою зупинкою у Польщі була могила-пантеон Михайла Вербицького у с. Млини, де вирійчани віддали шану автору музики національного гімну України. Офіційне відкриття відбулося біля дерев'яної греко-католицької церкви Різдва Пресвятої Богородиці (1615) у Хотинці.
Протягом стаціонарної частини експедиція продовжила відновлювальні роботи на українському цвинтарі у с. Князі, які були розпочаті у 2012 році. За підсумками роботи проведено інвентаризацію, накреслено план та опис цвинтаря, склеєно та направлено більше 10 хрестів. Також сформовано цифрову базу даних.
Паралельно були проведені роботи на руїнах церкви св. Параскевії у Князях. Завершено обміри та складено акт технічного стану руїн, впорядковано територію із середини та довкола храму.
За підсумками стаціонарної частини експедиції біля відновленого цвинтаря та руїн церкви було встановлено інформаційні вказівники трьома мовами — українською, польською та англійською — про історію села та храму.
У завершальній мандрівній частині «Вирію-2013» учасники експедиції отримають змогу познайомитись з історією та культурою Закерзоння, що в результаті депортацій українського населення 1944—1951 років була спустошена та знезлюднена. У рамках мандрівної частини вирійчани відвідають українські етнографічні землі Лемківщини, Надсяння, Холмщини та Західної Бойківщини, подолавши близько півтори тисячі кілометрів.
Зокрема, учасники «Вирію-2013» побували з екскурсією у Холмі, де відбувається українсько-польська археологічна експедиція на Холмському пагорбі. Вирійчани відвідали чотири церкви Закерзоння, які нещодавно потрапили до світової спадщини ЮНЕСКО — у Хотинці, Радружі, Туринську, Квятоні. Побували з екскурсіями у Музей-садибу родини Антоничів у Бортятині (Україна), Музеї бойківської культури у Мичкові (Польща), Музей лемківської культури у Зиндрановій (Польща), Музей української культури у Свиднику (Словаччина), Музей малярства у Лосє (Польща). Завітали у Старе Брусно, яке було центром Бруснівської школи каменярства.
Закриття V табору-експедиції «Вирій-2013» відбулося на Українському військовому цвинтарі у Пикуличах, що неподалік Перемишля.

#### Шостий табір
«Вирій-2014» відбувався 12-24 серпня 2014 року на Закерзонні, а саме на українських цвинтарях Любачівщини.
Експедиція традиційно складалася з реставраційної та мандрівної частини, проте формат експедиції дещо відрізнявся від попередніх років. Перший тиждень табору відбувся на території Закерзоння, під час якого викладачі спільно із студентами кафедри реставрації та реконструкції архітектурних комплексів Національного університету «Львівська політехніка» провели роботи на кількох українських цвинтарях в польському-українському прикордонні. За цей час буде завершена робота з інвентаризації та паспортизації надгробків, проведено завершальні роботи з реставрації окремих цвинтарних об'єктів.
По завершені таборової частини «Вирій» вирушив у мандрівку етнічними українськими територіями. Цього року «Вирій» розширює географію своєї діяльності. Крім уже традиційних етнічних українських територій Польщі і Словаччини вирійчани вперше відвідали етнічні українські землі у північній частині Румунії — Мармарощину та Південну Буковину. Прикордонні землі, які розділені українсько-румунським кордоном, на яких компактно проживає автохтонне українське населення.
У рамках мандрівки експедиція відвідала Музей української культури та Галерею образотворчого мистецтва Дезидерія Милого у Свиднику (Словаччина), мала зустріч з дослідником лемківської культури професором Миколою Мушинкою у Пряшеві (Словаччина), ознайомились з дерев'яними церквами Закарпаття, зустрілась з українською громадою у Сигеті (Румунія), мала можливість поспілкуватися з місцевими українцями, ознайомитись з українською культурою й сакральною архітектурою Мармарощини та Південної Буковини (Румунія). Крім цього було здійснено сходження на найвищу вершину етнічних українських земель — г. Інеу (2279 м).

#### Сьомий табір
«Вирій-2015» відбувався 9—20 серпня 2015 року на Закерзонні — у с. Суха Воля (ґміна Олешичі), Польща.
Село Суха Воля було розташоване за 11 км від повітового міста Любачева. Воно було закладене магнатами Синявськими на початку XVII ст. У 1687 році Адам Микола Синявський, тодішній львівський і рогатинський староста, заклав дерев'яну церкву, яка проіснувала до 1830-х років. Нову дерев'яну парохіяльну церкву Введення в Храм Пресвятої Богородиці збудовано 1838, відновлено 1903 року. Парохіяльний цвинтар розташовано в лісі на підвищенні. Заснований у XIX ст., площа 0,3 га, найстаріший надгробок датується 1861 роком. У 1920—1930-х роках в селі діяли читальня Просвіти, кооператив «Згода», філія товариства «Сільський господар». За даними Володимира Кубійовича, до початку Другої світової війни у селі було 1870 мешканців, з них 1690 українців, 80 українців-латинників, 10 поляків, 50 польських колоністів, 35 євреїв, 5 німців. Після Другої світової війни мешканців села вивезено до УРСР (переважно на Тернопільщину), внаслідок чого село перестало існувати.
Експедиція традиційно складалася з стаціонарної та мандрівної частини. За підсумками стаціонарної частини було розчищено територію цвинтаря від сміття, самосівів і паростей ожини. Значну допомогу у розчистці від зайвої рослинності надали юридичні власники пам'ятки — Олешицьке надлісництво. Терен цвинтаря було поділено на дві частини та квадрати. Проведено інвентаризацію цвинтаря та створено докладний план кладовища. На лівій частині цвинтаря, на якій проводилися роботи було зафіксовано і описано 130 надгробків, з них 88 мають збережені написи. Деякі хрести не збереглися взагалі (зокрема, частина дерев'яних), на кількох не виявлено жодних написів, на деяких написи втрачено.
Під час мандрівної частини експедиції було здійснено ряд мандрівок містами та селами Надсяння, Західної Бойківщини та Лемківщини.

#### Восьмий табір
«Вирій-2016» відбувався 8—19 серпня 2016 року  і продовжив роботу в с. Суха Воля (ґміна Олешичі), Польща.
Експедиції вдалося завершити розпочатий у 2015 році пошук захованих в землі кам'яних надгробків та розчистити праву частину цвинтаря. Було закінчено створення загального плану цвинтаря. Кожен надгробок було інвентаризовано, описано і відфотографовано. Декілька надгробків було відреставровано викладачем та студентами кафедри реставрації та реконструкції архітектурних комплексів Національного університету «Львівська політехніка».
По завершені таборової частини «Вирій» вирушив у мандрівку етнічними українськими територіями. Серед великої кількості місць і об'єктів учасники експедиції побували в Чесанові, де оглянула церкву св. Юра, яку розписував Григорій Кузневич; в чотирьох церквах, які внесені до світової спадщини ЮНЕСКО у Хотинці, Радружі, Туринську, Квятоні. В часі мандрівки учасники відвідали Бойківщину і піднялися на найвищу вершину польських Бескидів — гору Тарницю (1346 м). З екскурсіями побували у Музеї народної архітектури в Сяноці (Польща), Музеї лемківської культури у Зиндрановій (Польща), Музеї української культури у Свиднику (Словаччина). В Ярославі учасники експедиції взяли участь в урочистостях з нагоди 20-річчя коронації чудотворної ікони "Милосердя Двері".

#### Дев'ятий табір
«Вирій 2017» вдруге відбувався у селі Подемщина, що знаходиться у складі ґміни Горинець-Здрій Любачівського повіту Підкарпатського воєводства. Під час таборування учасники цілком розчистили терен українського цвинтаря, який заріс від часу попереднього таборування тут у 2011 році. Також було відреставровано кілька кам'яних надгробків, а тако ж завершено інвентаризацію цвинтаря.

#### Десятий табір
Табір-експедиція у 2018 році вперше відбувався у селі Змієвиська, що сьогодні входить до складу ґміни Великі Очі, що у Любачівському повіті Підкарпатського воєводства. Тут учасники «Вирію» протягом шести днів відновлювали місцевий український цвинтар. Після стаціонарної частини табір вирушив в експедицію теренами Закерзоння і Пряшівщини.

#### Одинадцятий табір
«Вирій 2019» вперше відбувався у селі Новий Люблинець, що у складі ґміни Чесанів Любачівського повіту Підкарпатського воєводства. Під час таборування було розчищено український цвинтар, що знаходиться неподалік мурованої церкви. На цвинтарі збереглося доволі багато надгробків, деякі з них — на могилах знакових постатей, а також три братські поховання. Під час табору було розчищено кілька надгробків.
Після завершення відновлювальних робіт на цвинтарі «Вирій» продовжив експедицію теренами Любачівського повіту, південною частиною Надсяння, Західною Бойківщиною, Східною і Західною Лемківщиною.

## Презентація результатів діяльності
- У рамках Четвертого Конгресу Української Діаспори у Львові (24 серпня 2013)
- У рамках Десятого Міжнародного мандрівного фестивалю документального кіно з прав людини DocuDaysUA у Львові (19 жовтня 2013)
- Під час міжнародної конференції «Політика пам'яті: досвід, реалії сьогодення та погляд у майбутнє» (30 жовтня 2013)
- Під час Ужгородських польських наукових читань в Ужгородському національному університеті (11 листопада 2013)
- Міжнародна наукова конференція «Проблеми дослідження та збереження історичних сакрально-меморіальних комплексів в Україні та Польщі» (15-16 листопада 2013), яку організувало Громадське об'єднання «Вирій» з нагоди підбиття підсумків 5-річної діяльності табору-експедиції
- Під час III Міжнародної наукової конференції «Пам'ятки Тустані в контексті освоєння Карпат у доісторичну добу та в Середньовіччі: проблеми їх збереження та використання» (7—8 квітня 2016) представлено доповідь «Збереження українських пам'яток на території Польщі (за матеріалами експедиції „Вирій“)»

### Наукова конференція (Львів, 2013)
15-16 листопада 2013 року у Львові відбулася Міжнародна наукова конференція «Проблеми дослідження та збереження історичних сакрально-меморіальних комплексів в Україні та Польщі».
Організатором конференції виступила Громадська організація «Вирій» з метою презентації наукового доробку отриманого за п'ять років діяльності міжнародного табору-експедиції «Вирій», а також наукового обговорення актуальних питань, проблем, здобутків та перспектив дослідження, відновлення, збереження історичної пам'яті та матеріальних пам'яток.
Участь у конференції, яка відбувалася у приміщенні Палацу Сапєг взяли фахівці з Національного університету «Львівська політехніка», Українського регіонального спеціалізованого науково-реставраційного інституту «Укрзахідпроектреставрація», Варшавської академії мистецтв, Рівненського національного університету водного господарства і природокористування, Українського Католицького Університету та Львівського національного університету імені Івана Франка.
Програма була розділена на три секції, перші дві з яких були присвячені теоретичним питанням та проблемам реставрації, а третя — практичного досвіду громадських та приватних ініціатив у цій царині. Загалом було виголошено 17 доповідей, які будуть видані друком у збірнику наукових публікацій. За результатами конференції, презентацій, обговорення та дискусії була прийнята підсумкова резолюція.

## Громадська організація «Вирій»
У 2014 році у Львові учасниками міжнародної експедиції «Вирій» була заснована молодіжна громадська організація «Вирій», яка займається збереженням та популяризацією історії та культури про українські етнічні землі за кордоном України. Основна увага організації зосереджена на теренах Південно-Східної Польщі. ГО «Вирій» об'єднує громадських активістів з різноманітних сфер суспільного життя, яким небайдуже збереження української культурної спадщини. Своєю місією організація декларує сприяння відновленню та збереженню національної пам'яті про українські етнічні землі за кордоном України.

### Діяльність
- відновлює та зберігає матеріальну культуру на етнічних українських землях поза межами кордонів України.
- популяризує культурну спадщину Закерзоння через проведення експедицій, краєзнавчих екскурсій та мандрівок; наукових конференцій; відкритих лекцій про історію та культуру Закерзоння; написання статей; проведення майстер-класів; організацію співочих вечорів, ватр; проведення вертепу.
- інтегрує молодь з України з українцями-автохтонами Польщі через проведення різноманітних культурних заходів, які проводяться по обидва боки кордону.

## Стежками предків

### Путівник Любачівського повіту
У 2019 році організація реалізувала проект «Стежками предків» за підтримки Українського культурного фонду. У рамках проекту було підготовлено путівник українськими місцями Любачівського повіту Польщі. Авторський колектив: Роман Стрехалюк, Оля Свідзинська, Христина Дубницька, Станіслав Клосовський.
Метою проекту є популяризації культурної спадщини українців, які до середини ХХ століття проживали на території сучасної Польщі. Насамперед унікальних сакральних споруд — церков, каплиць, придорожніх фігур, також цвинтарів.
У жовтні 2019 року відбулися презентації путівника у Львові, Києві, Перемишлі і Любачеві.

### Путівник Сяніцького повіту
У 2021 році було підготовлено другий путівник українськими місцями Сяніцького повіту. Авторський колектив: Роман Стрехалюк, Оля Свідзинська, Христина Дубницька, Станіслав Клосовський і Тарас Радь.
Презентації відбулись в УКУ у Львові, у Національному військово-історичному музеї України у Києві, у Сяноці і в Народному домі у Перемишлі.

## Відео
- Сюжет каналу «24» (2013)
- Сюжет ТРК «Люкс» (2013) [Архівовано 18 жовтня 2013 у Wayback Machine.]
- Сюжет каналу «ZIK» (2013) [Архівовано 27 вересня 2013 у Wayback Machine.]
- Сюжет каналу «1+1» для ТСН (2010) [Архівовано 18 жовтня 2013 у Wayback Machine.]
- Сюжет каналу «ZIK» (2010) [Архівовано 18 жовтня 2013 у Wayback Machine.]
- Сюжет у програмі «Ранок з ТВі»
- Сюжет у програмі «Наш репортер» [Архівовано 12 жовтня 2016 у Wayback Machine.]
- Промо-ролик 2010
- Промо-ролик 2011 [Архівовано 21 жовтня 2013 у Wayback Machine.]
- Фоторепортаж [Архівовано 31 січня 2014 у Wayback Machine.]